# 曼努埃尔·梅里诺
曼努埃尔·阿图罗·梅里诺－德拉马（西班牙語：Manuel Arturo Merino de Lama；1961年8月20日—），秘魯政治人物，曾任秘魯總統、秘鲁国会主席。

## 總統任期（2020年）
2020年，由于秘鲁总统馬丁·比斯卡拉被弹劾，自11月10日起以國會主席身份任職秘鲁臨時总统，並建立起由海軍將領支持的極右翼極端保守主義政府。他原打算擔任代總統至2021年7月28日，但很快秘魯全國爆發反梅里诺的遊行並有示威者被打死。11月15日，上任僅5天的梅里诺宣布辞去代理總統和國會主席。16日秘魯國會推舉弗朗西斯科·薩加斯蒂爲主席並按順次繼任爲代理總統。